# Agrotis lutescens
Agrotis lutescens là một loài bướm đêm trong họ Noctuidae.